# Museo Nacional de Eslovenia
El Museo Nacional de Eslovenia (en esloveno: Narodni muzej Slovenije) se encuentra en Liubliana, capital de Eslovenia. Está situado en el distrito central de la ciudad, cerca del parque Tivoli.
Junto con el Museo Esloveno de Historia Natural, ubicado en el mismo edificio, el Museo Nacional de Eslovenia es la más antigua institución científica y cultural del país.
El museo cuenta con una extensa colección de objetos arqueológicos, monedas antiguas y billetes (en el departamento de numismática en la planta baja) y muestras relacionadas con las artes aplicadas.